# Michael J. Flynn
Michael J. Flynn (né le 20 mai 1934) est un professeur émérite américain à l'Université Stanford.

## Biographie
Flynn est né à New York. Il propose la Taxonomie de Flynn, une méthode de classification des ordinateurs numériques parallèles, en 1966.
Au début des années 1970, il est le président fondateur du comité technique sur l'architecture informatique (TCCA) de l'IEEE Computer Society et du groupe d'intérêt spécial sur l'Architecture matérielle de l'Association for Computing Machinery, ACM SIGARCH (initialement SICARCH). Flynn encourage dès le début une coopération conjointe entre les deux groupes qui parraine désormais de nombreux symposiums et conférences conjoints de premier plan comme le Symposium international ACM / IEEE sur l'architecture informatique (ISCA).
En 1995, il reçoit un Harry H. Goode Memorial Award. En 2009, Flynn reçoit un doctorat honorifique de l'Université de Belgrade. Il cofonde Palyn Associates avec Maxwell Paley et en 2014 est président de Maxeler Technologies.